# 无畏 (吉他形状)

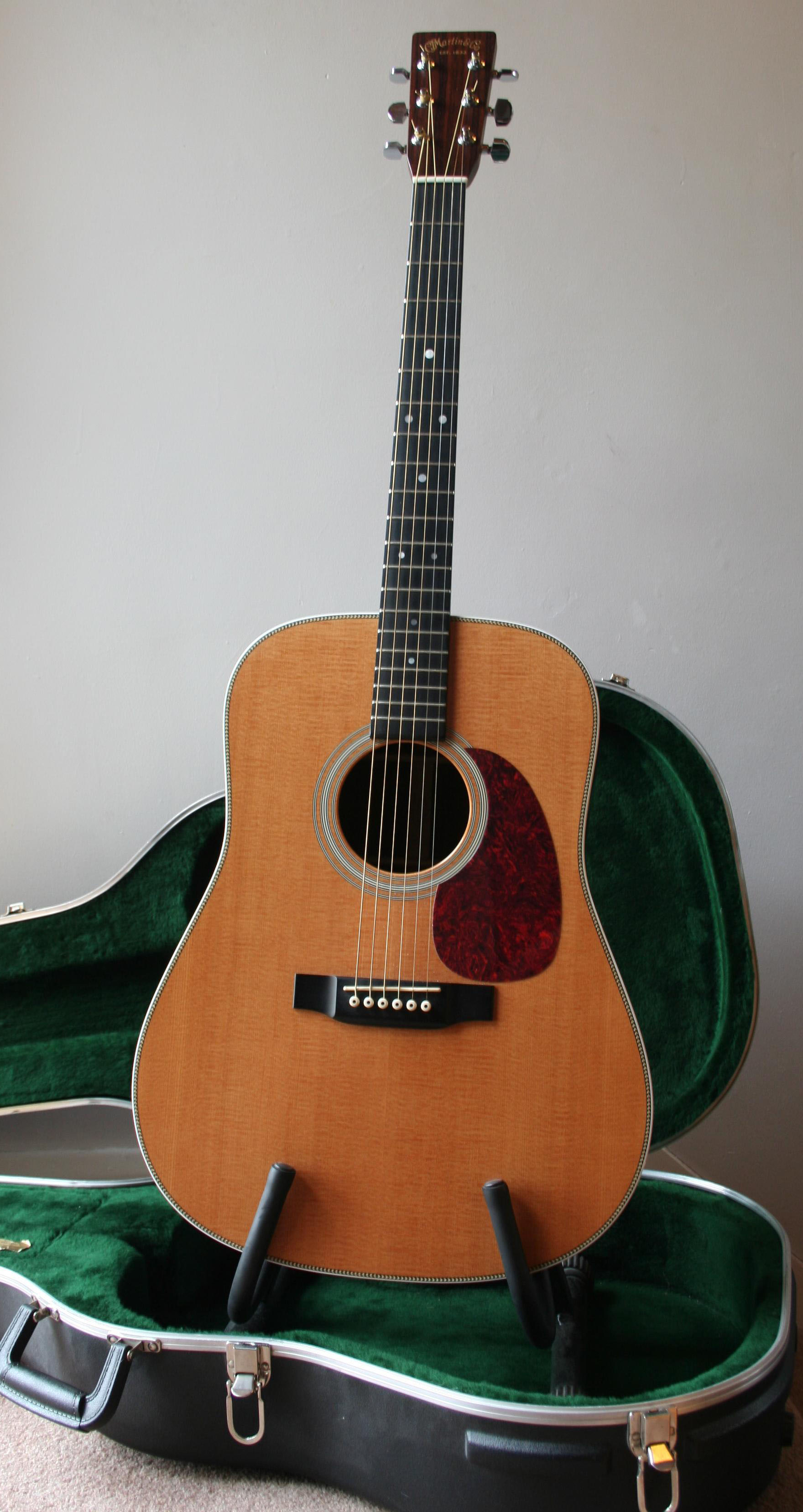
一把 马丁的无畏吉他

无畏（英語：Dreadnought）是一种由马丁吉他所设计的民谣吉他形状。“无畏”已经被很多吉他厂商复刻，成为流行的吉他形状。无畏（Dreadnought）有时会被错误拼写成“Dreadnaught”。
无畏型吉他比当时的大多数吉他都要大，从而能够发出更响亮的声音。能够将其与其它吉他分别开来的显著标志是它方正的肩部和底部。琴颈通常于第14品与琴身连接。
无畏型吉他也被称为“D型”吉他，在通俗音乐家中也有“dreads”的称呼。马丁无畏型吉他型号是“D-”后跟一个数字，如“D-18”和“D-45”。

## 历史
无畏风格最初于1916年开发，由马丁吉他制造，奧利佛·迪森公司零售。 1931年，马丁开始生产带马丁商标的无畏吉他。头两种两种是D-1和D-2。
,其普及和需求的增加得益于马丁·无畏吉他的使用。20世纪中叶，无畏吉他几乎完全由民间音乐家使用，包括大多数蓝草吉他手。今天，无畏吉他被认为是标准的蓝草音乐的吉他， 被大量的蓝草音乐家用来制造标志性的音色。

## 备注
1. 1 2 3  Ken Achard. . The Bold Strummer Ltd. 1990: 13–14  [10 February 2012]. ISBN 0-933224-18-4.
2. ↑  . Martin Guitar Company.   [10 February 2012]. （原始内容存档于2015-09-14）.